# Liste des sites mégalithiques en Aragon

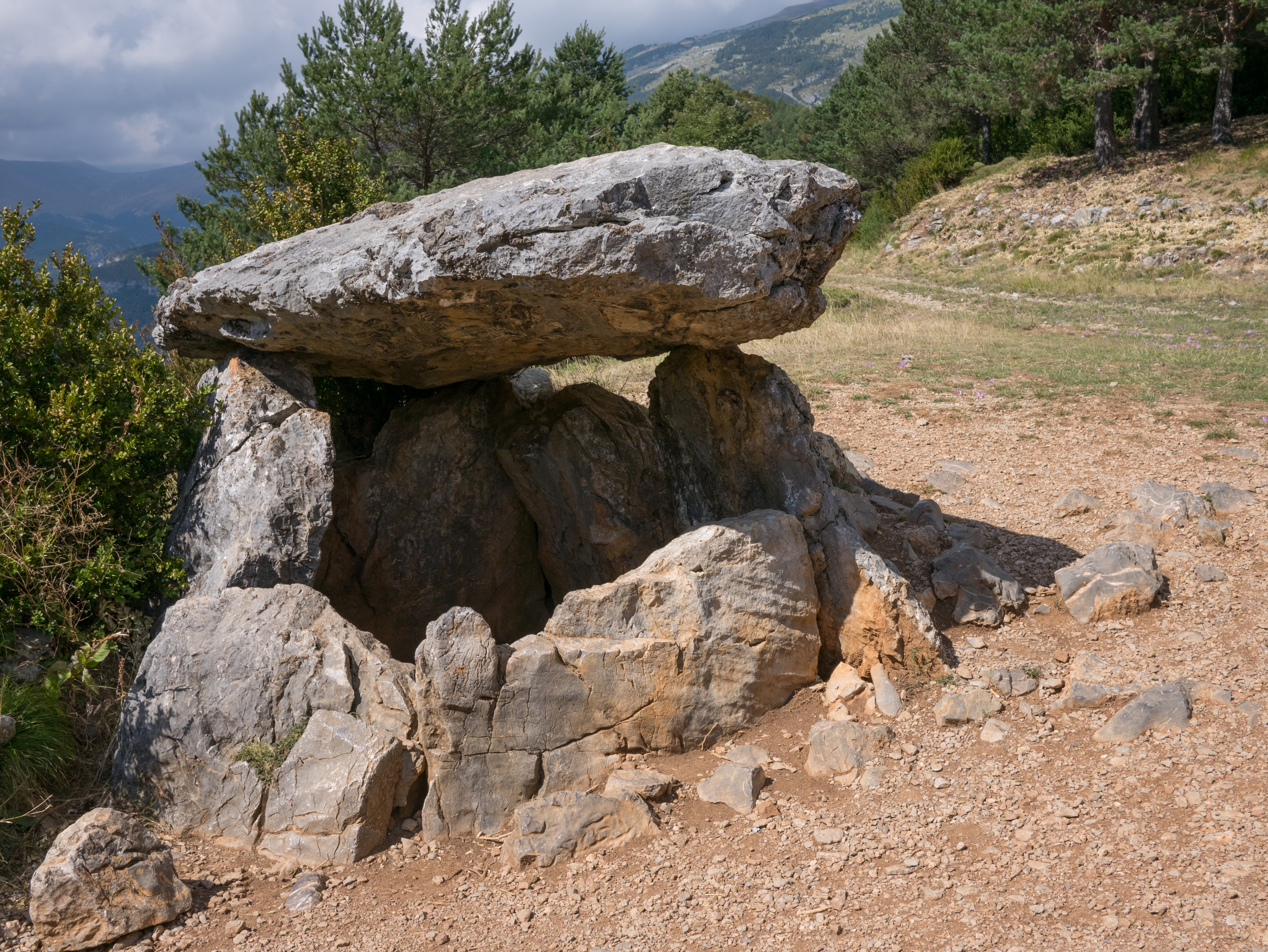
Le dolmen de la Losa de la Campa (ou de Tella), dolmen typique du Haut-Aragon.

Cette liste non exhaustive recense les principaux sites mégalithiques en Aragon, en Espagne.

## Généralités
L'inventaire archéologique du gouvernement aragonais recense plus de 70 monuments mégalithiques datés du Néolithique et de l'âge du bronze mais le nombre total de site est nettement plus élevé,.
Les sites mégalithiques sont concentrés dans le nord-ouest du Haut-Aragon, près de la frontière avec la Navarre et la France, sur le territoire des communes d'Ansó et de Valle de Hecho ; en particulier, le bassin de l'Aragon Subordan abrite une concentration de monuments mégalithiques parmi les plus importantes des Pyrénées, depuis la forêt de Oza jusqu'à la frontière avec la France, entre 1 200 et 1 800 mètres d'altitude. Dans la plupart des cas, leur accès n'est pas immédiat et implique des randonnées de plus ou moins grande difficulté.
Les dolmens du Haut-Aragon ont des dimensions réduites en comparaison d'autres régions mégalithiques. Les plus vieux dolmens dateraient du Chalcolithique, plus récents que ceux du pays basque voisins, qui datent de la fin du Néolithique. Certains ont été réutilisés à des époques postérieures ; l'un des dolmens de Santa Helena, à Biescas, contenait des objets de l'âge du bronze indiquant des contacts avec la culture d'El Argar. Pour cette raison, il est possible que les dolmens datés du Chalcolithique soient en réalité plus anciens, mais aient été simplement réutilisés.
Comme au pays basque et en Navarre, les « cromlechs » abondent dans les Pyrénées aragonais mais ces « cercles de pierre » ne sont pas des enceintes mégalithiques, ils correspondent à de simples sols de cabanes.

## Cartographie
Localisation des principaux sites mégalithiques en Aragon
| : Complexes mégalithiques · : Alignements, henges, cromlechs · : Dolmens, menhirs, tumulus, cairns · |

## Liste
| Site                                              | Commune              | Notes                                                           | Coordonnées                                                                         | Image |
| ------------------------------------------------- | -------------------- | --------------------------------------------------------------- | ----------------------------------------------------------------------------------- | ----- |
| Dolmen de La Capilleta                            | Aínsa-Sobrarbe       |                                                                 | 42° 18′ 18″ N, 0° 02′ 58″ E                                                         |       |
| Dolmen de Pueyoril                                | Aínsa-Sobrarbe       |                                                                 | 42° 17′ 58″ N, 0° 03′ 45″ O                                                         |       |
| Dolmens Cubilar del Barranco                      | Aísa                 | 3 dolmens,                                                      | 42° 45′ 40″ N, 0° 35′ 39″ O 42° 45′ 35″ N, 0° 35′ 32″ O 42° 45′ 35″ N, 0° 35′ 22″ O |       |
| Tumuli de San Martín                              | Alcañiz              |                                                                 |                                                                                     |       |
| Tumuli de Valdecenicero                           | Alforque             |                                                                 |                                                                                     |       |
| Cromlech de Las Foyas                             | Ansó                 |                                                                 |                                                                                     |       |
| Cromlechs de las Foyas de Santa María             | Ansó                 |                                                                 |                                                                                     |       |
| Dolmen de Acherito                                | Ansó                 |                                                                 | 42° 53′ 14″ N, 0° 43′ 36″ O                                                         |       |
| Dolmen de Aguas Tuertas                           | Ansó                 |                                                                 | 42° 50′ 43″ N, 0° 39′ 42″ O                                                         |       |
| Dolmen de Aguas Tuertas Sur                       | Ansó                 |                                                                 | 42° 49′ 56″ N, 0° 37′ 39″ O                                                         |       |
| Dolmen de Camón de las Fitas                      | Ansó                 |                                                                 | 42° 50′ 59″ N, 0° 40′ 07″ O                                                         |       |
| Dolmen de Escalé,                                 | Ansó                 |                                                                 | 42° 48′ 39″ N, 0° 36′ 48″ O                                                         |       |
| Dolmen de las Peñelas                             | Ansó                 |                                                                 |                                                                                     |       |
| Dolmen del Cardal,                                | Ansó                 |                                                                 |                                                                                     |       |
| Dolmen del Puerto del Palo                        | Ansó                 |                                                                 |                                                                                     |       |
| Dolmen del Salto,                                 | Ansó                 |                                                                 | 42° 49′ 56″ N, 0° 37′ 55″ O                                                         |       |
| Dolmen de Zuriza                                  | Ansó                 |                                                                 | 42° 51′ 57″ N, 0° 49′ 12″ O                                                         |       |
| Dolmen et menhir de Sobrante de Linza             | Ansó                 |                                                                 |                                                                                     |       |
| Dolmen et menhir de la Casa de la Mina            | Ansó                 |                                                                 | 42° 51′ 22″ N, 0° 41′ 41″ O                                                         |       |
| Dolmens de la Fuente de los Clérigos              | Ansó                 | 2 dolmens                                                       | 42° 53′ 32″ N, 0° 48′ 13″ O                                                         |       |
| Dolmens de las Ferrerías,                         | Ansó                 | 2 dolmens                                                       | 42° 52′ 02″ N, 0° 43′ 07″ O 42° 51′ 43″ N, 0° 43′ 17″ O                             |       |
| Dolmens de Linza                                  | Ansó                 | 2 dolmens                                                       |                                                                                     |       |
| Ensemble mégalithique del Cuartel de Carabineros, | Ansó                 |                                                                 | 42° 51′ 24″ N, 0° 41′ 56″ O                                                         |       |
| Menhir de Guarrinza                               | Ansó                 |                                                                 | 42° 51′ 26″ N, 0° 41′ 46″ O                                                         |       |
| Cromlech del Foratón                              | Aragüés del Puerto   |                                                                 |                                                                                     |       |
| Dolmen de Lízara,                                 | Aragüés del Puerto   |                                                                 | 42° 46′ 02″ N, 0° 37′ 45″ O                                                         |       |
| Dolmen del Foratón                                | Aragüés del Puerto   |                                                                 |                                                                                     |       |
| Dolmen de Costa Madera                            | Arén                 |                                                                 |                                                                                     |       |
| Dolmen de la Cabañeta del Fornó,                  | Arén                 |                                                                 | 42° 18′ 45″ N, 0° 39′ 10″ E                                                         |       |
| Dolmen de la Cabañeta del Tancat de Dalt,         | Arén                 |                                                                 | 42° 18′ 58″ N, 0° 39′ 12″ E                                                         |       |
| Dolmen Partida del Puy                            | Arén                 |                                                                 |                                                                                     |       |
| Dolmens de Soperún                                | Arén                 | 2 dolmens,                                                      | 42° 19′ 15″ N, 0° 38′ 52″ E 42° 19′ 46″ N, 0° 38′ 59″ E                             |       |
| Menhir de Lo Mosar                                | Arén                 | autre nom Menhir de Trancat de Dalt                             | 42° 18′ 55″ N, 0° 39′ 06″ E                                                         |       |
| Tumuli de Vinya d'en Valle                        | Arens de Lledó       |                                                                 |                                                                                     |       |
| Dolmen de la Caseta de las Balanzas               | Bárcabo              | autre nom Dolmen de Eripol, Dolmen de Almazorre                 | 42° 16′ 58″ N, 0° 03′ 34″ E                                                         |       |
| Dolmen del Mas de Balón                           | Benabarre            |                                                                 | 42° 05′ 59″ N, 0° 27′ 41″ E                                                         |       |
| Dolmen de Mas de lo Abad                          | Benabarre            |                                                                 | 42° 06′ 19″ N, 0° 26′ 26″ E                                                         |       |
| Dolmen de San Salvador                            | Benabarre            |                                                                 | 42° 05′ 57″ N, 0° 27′ 00″ E                                                         |       |
| Cromlech de Remuñé                                | Benasque             |                                                                 |                                                                                     |       |
| Cromlechs de Plan de Sarra                        | Benasque             |                                                                 |                                                                                     |       |
| Dolmen de Estós                                   | Benasque             |                                                                 |                                                                                     |       |
| Tumulus de Plan de Sarra                          | Benasque             |                                                                 |                                                                                     |       |
| Dolmen de la Losa Mora                            | Bierge               | autre nom Dolmen de Rodellar                                    | 42° 18′ 20″ N, 0° 05′ 21″ O                                                         |       |
| Dolmen del Plan de Igües                          | Biescas              |                                                                 | 42° 40′ 48″ N, 0° 23′ 34″ O                                                         |       |
| Dolmens de Santa Elena                            | Biescas              | 2 dolmens dont 1 reconstruit                                    | 42° 39′ 34″ N, 0° 19′ 06″ O                                                         |       |
| Dolmen de de Baibals                              | Boltaña              | autres noms Dolmen de Balluals, Dolmen de Miz                   | 42° 20′ 34″ N, 0° 05′ 17″ O                                                         |       |
| Dolmen de Santa Llúcia                            | Bonansa              |                                                                 | 42° 26′ 15″ N, 0° 38′ 51″ E                                                         |       |
| Dolmen d'As Tallatas                              | Bentué de Nocito     |                                                                 | 42° 19′ 39″ N, 0° 13′ 18″ O                                                         |       |
| Tumuli de Vall Cabrera                            | Calaceite            |                                                                 |                                                                                     |       |
| Cromlechs del Camino del Collado Escarra          | Canfranc             |                                                                 |                                                                                     |       |
| Cromlechs del Refugio de Iserías                  | Canfranc             |                                                                 |                                                                                     |       |
| Dolmen del Barranco de las Negras                 | Canfranc             |                                                                 | 42° 45′ 29″ N, 0° 27′ 26″ O                                                         |       |
| Dolmen de la Canal Roya                           | Canfranc             |                                                                 | 42° 47′ 18″ N, 0° 26′ 57″ O                                                         |       |
| Dolmens del Barranco de las Blancas               | Canfranc             | 3 dolmens,                                                      | 42° 45′ 18″ N, 0° 26′ 35″ O 42° 45′ 17″ N, 0° 26′ 32″ O 42° 45′ 21″ N, 0° 26′ 33″ O |       |
| Dolmens de Artica Salas                           | Casbas de Huesca     | 2 dolmens autres noms Dolmens de Las Lienas, Dolmens de Panzano | 42° 13′ 55″ N, 0° 12′ 48″ O 42° 14′ 06″ N, 0° 12′ 49″ O                             |       |
| Dolmen de Ramastué                                | Castejón de Sos      |                                                                 | 42° 32′ 11″ N, 0° 29′ 46″ E                                                         |       |
| Cromlech de Chía                                  | Chía (Huesca)        |                                                                 |                                                                                     |       |
| Tumulus de Pla Campanes                           | Cretas               |                                                                 |                                                                                     |       |
| Tumuli de Valpodrido                              | Gelsa                |                                                                 |                                                                                     |       |
| Dolmen de El Mon                                  | Graus                |                                                                 |                                                                                     |       |
| Menhir de Merli                                   | Isábena              |                                                                 | 42° 20′ 18″ N, 0° 29′ 14″ E                                                         |       |
| Tumulus de las Truchas                            | Jaca                 |                                                                 |                                                                                     |       |
| Dolmen del Palomar                                | Loporzano            | autre nom Dolmen de Nocito                                      | 42° 17′ 52″ N, 0° 16′ 47″ E                                                         |       |
| Dolmen de Aneto                                   | Montanuy             |                                                                 |                                                                                     |       |
| Dolmen de La Piatra                               | Nueno                | autres noms Dolmen de Belsué, Dolmen del Gargantal              | 42° 16′ 49″ N, 0° 23′ 08″ O                                                         |       |
| Dolmen del Ibón de Sabocos                        | Panticosa            |                                                                 |                                                                                     |       |
| Tumuli del Ibón de Sabocos                        | Panticosa            |                                                                 |                                                                                     |       |
| Dolmen de Perarrúa                                | Perarrúa             |                                                                 | 42° 17′ 03″ N, 0° 20′ 01″ E                                                         |       |
| Dolmen d'As Talletas                              | Sabiñánigo           | autre nom Dolmen de Bentué de Nocito                            | 42° 19′ 39″ N, 0° 13′ 18″ O                                                         |       |
| Dolmen de Caseta de las Brujas                    | Sabiñánigo           | autres noms Dolmen de Ibirque, Dolmen de Lasaosa                | 42° 21′ 19″ N, 0° 14′ 40″ O                                                         |       |
| Cromlech de Anayet                                | Sallent de Gállego   |                                                                 |                                                                                     |       |
| Cromlech del Barranco Campos de Troya             | Sallent de Gállego   |                                                                 |                                                                                     |       |
| Cromlech de El Furco                              | Sallent de Gállego   |                                                                 |                                                                                     |       |
| Dolmen de la Corona de los Farallons              | Sallent de Gállego   |                                                                 |                                                                                     |       |
| Tumulus de El Formigal                            | Sallent de Gállego   |                                                                 |                                                                                     |       |
| Tumulus de Espelunciecha                          | Sallent de Gállego   |                                                                 |                                                                                     |       |
| Tumulus de la Mina de Elisita                     | Sallent de Gállego   |                                                                 |                                                                                     |       |
| Tumulus del Ibón de Culivillas 1                  | Sallent de Gállego   |                                                                 |                                                                                     |       |
| Tumulus el Cantal                                 | Sallent de Gállego   |                                                                 |                                                                                     |       |
| Dolmen de Poyo Pedricar                           | Salvatierra de Esca  |                                                                 | 42° 42′ 17″ N, 0° 58′ 04″ O                                                         |       |
| Dolmen de Valdepeña                               | Salvatierra de Esca  |                                                                 | 42° 42′ 10″ N, 0° 58′ 09″ O                                                         |       |
| Dolmen de Aras                                    | Sos del Rey Católico |                                                                 | 42° 30′ 40″ N, 1° 14′ 37″ O                                                         |       |
| Dolmen de San Nicolau                             | Seira                |                                                                 | 42° 28′ 05″ N, 0° 25′ 03″ E                                                         |       |
| Dolmen de la Avellaneda                           | Tella-Sin            |                                                                 |                                                                                     |       |
| Dolmen de Tella                                   | Tella-Sin            | autres noms Dolmen de la Losa de la Campa, Piedra de Vasar      | 42° 34′ 47″ N, 0° 10′ 45″ E                                                         |       |
| Ciste de Barranco Barcal                          | Valle de Hecho       |                                                                 |                                                                                     |       |
| Cromlech del Refugio de Barranco Barcal           | Valle de Hecho       |                                                                 |                                                                                     |       |
| Dolmen del Campamento Ramiro el Monje,            | Valle de Hecho       |                                                                 | 42° 50′ 00″ N, 0° 42′ 32″ O                                                         |       |
| Dolmen del camping de la Selva de Oza,            | Valle de Hecho       |                                                                 | 42° 50′ 12″ N, 0° 42′ 37″ O                                                         |       |
| Dolmens del Puente de los Troncos                 | Valle de Hecho       | 2 dolmens                                                       | 42° 51′ 15″ N, 0° 42′ 03″ O                                                         |       |
| Tumulus del Barranco Barcal                       | Valle de Hecho       |                                                                 |                                                                                     |       |
| Dolmen de la Collada de Branyal                   | Viacamp y Litera     |                                                                 | 42° 05′ 51″ N, 0° 37′ 19″ E                                                         |       |
| Dolmens de l'Estall                               | Viacamp y Litera     | 2 dolmens autre nom Dolmens de las Salteras                     | 42° 03′ 51″ N, 0° 38′ 33″ E                                                         |       |
| Dolmen de Diez Campanas                           | Villanúa             | autre nom Dolmen de las Tres Peñas                              | 42° 40′ 15″ N, 0° 31′ 46″ O                                                         |       |
| Dolmen de las Güixas,                             | Villanúa             |                                                                 | 42° 41′ 10″ N, 0° 31′ 43″ O                                                         |       |
| Dolmens de Letranz                                | Villanúa             | 2 dolmens                                                       | 42° 41′ 13″ N, 0° 31′ 13″ O                                                         |       |